# Pieter De Crem

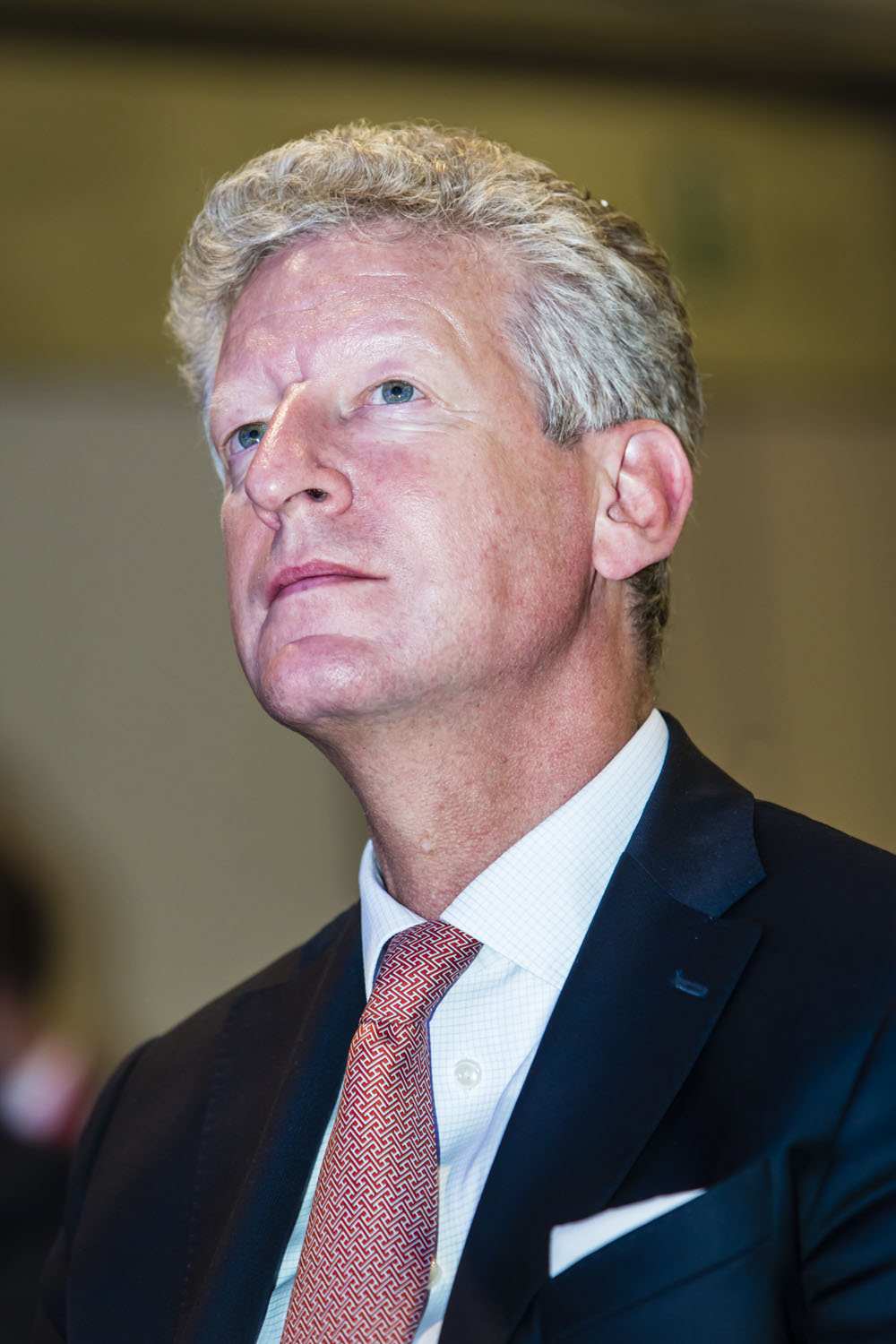
Pieter De Crem (2014)

Pieter De Crem (* 22. Juli 1962 in Aalter) ist ein belgischer Politiker der Christen Democratisch en Vlaams (CD&V). Von 2007 bis 2014 war er belgischer Verteidigungsminister, danach (2014–2018) Staatssekretär für den Außenhandel und anschließend (2018–2020) Innenminister. De Crem ist langjähriges Mitglied der Abgeordnetenkammer.

## Leben
De Crem erhielt zunächst eine Lizenz in Romanischer Philologie an der Katholieke Universiteit Leuven (KUL), bevor er an der Vrije Universiteit Brussel (VUB) seine Lizenz in internationalem und europäischem Recht erlangte. Nach Abschluss seiner Studien im Jahr 1987 arbeitete er zwei Jahre lang für einen Verleger.
Die politische Karriere De Crems begann im Jahr 1989 als Vorsitzender der „CVP jongeren“ (Jugendvereinigung der heutigen CD&V) in Gent-Eeklo. Gleichzeitig war er Berater im Kabinett des Premierministers Wilfried Martens (CVP) (1989 bis 1992). Danach wechselte er ins Kabinett des damaligen Verteidigungsministers, Leo Delcroix (CVP) (1992 bis 1993). Nach einem Rückzug in die Privatindustrie wurde er im Jahr 1995 zum Abgeordneten gewählt, wo er ab 2003 die Rolle des Fraktionsvorsitzenden der CD&V in der Opposition übernahm. Dort fiel er durch seine Kritik an der Politik des damaligen Verteidigungsministers, André Flahaut (PS), auf. Als die CD&V mit ihrem damaligen Kartellpartner N-VA nach den Wahlen von 2007 den Sprung aus der Opposition in die Mehrheit schaffte, übernahm De Crem am 21. Dezember 2007 das Amt des Verteidigungsministers in der föderalen Übergangsregierung Verhofstadt III. Er behielt es in den darauf folgenden Regierungen Leterme I, Van Rompuy, Leterme II und Di Rupo. Seine Meinungsverschiedenheiten mit Flahaut sorgten regelmäßig für Schlagzeilen.
In der Föderalregierung unter Charles Michel (MR) war Pieter De Crem ab Oktober 2014 Staatssekretär für den Außenhandel. Nach dem Rücktritt der N-VA-Minister aus der Regierung im Dezember 2018 ist De Crem zum Innenminister ernannt worden, ein Amt, das er in den Regierungen Michel II, Wilmès I und Wilmès II bis zum 1. Oktober 2020 innehatte.
Auf lokaler Ebene ist Pieter De Crem seit 1995 Bürgermeister von Aalter. In diesem Amt war er während seiner Zeit als Minister jedoch verhindert.

## Verteidigungsminister
Während der Übergangsregierung Verhofstadt III revidierte De Crem den von seinem Vorgänger André Flahaut geförderten Kaufvertrag der AIV’s 90. Aufsehen erregte seine Aussage aus dem Jahr 2008, als er bestätigte, dass sich auf dem amerikanischen Stützpunkt in Kleine-Brogel Nuklearwaffen befinden. Dies wurde traditionell von allen Vorgängern De Crems weder ausdrücklich bestätigt noch verneint.
Während der Regierung Leterme I wurde ein Anstieg der Anzahl der Militärs in internationalen Einsätzen um eine Zahl von 1200 permanent und auf Jahresbasis erreicht. De Crem veröffentlichte einen politischen Leitfaden, in dem er die Ziele für die geplante Umgestaltung der belgischen Streitkräfte beschrieb. Die Regierung Van Rompuy genehmigte die von De Crem vorgeschlagenen Maßnahmen: Schließung von 23 Kasernen, Reduzierung der Truppen im aktiven Dienst auf 34.000 und Restrukturierung der Einheiten.
Höhepunkte der Amtszeit von De Crem in der Regierung Leterme II waren der informelle Gipfel der Verteidigungsminister der Europäischen Union in Gent, die Einweihung des EATC (European Air Transport Command) in Eindhoven und die Beteiligung belgischer Streitkräfte am Bürgerkrieg in Libyen.

## Auszeichnungen
Pieter De Crem ist Großoffizier des Leopoldsordens.
Am 8. Januar 2013 hat De Crem vom deutschen Botschafter in Belgien Eckart Cuntz das Große Verdienstkreuz mit Stern und Schulterband des Verdienstordens der Bundesrepublik Deutschland erhalten. Diese Auszeichnung wurde ihm von Bundespräsident Joachim Gauck wegen seiner Bemühungen um die Verbesserung der militärischen Zusammenarbeit zwischen beiden Ländern verliehen.

## Übersicht der politischen Ämter
- 1994 – heute: Bürgermeister von Aalter (teilweise verhindert)
- 1995 – heute: Mitglied der föderalen Abgeordnetenkammer (teilweise verhindert)
- 2007 – 2014: Föderaler Verteidigungsminister in den Regierungen Verhofstadt III,  Leterme I, Van Rompuy, Leterme II und Di Rupo (seit 2013 auch Vizepremierminister)
- 2014 – 2018: Föderaler Staatssekretär für den Außenhandel in der Regierung Michel
- 2018 – 2020: Belgischer Innenminister in den Regierungen Michel II, Wilmès I und Wilmès II